# تشيفيتيلا دي رومانيا
تشيفيتيلا دي رومانيا (بالإيطالية: Civitella di Romagna)‏ هي بلدية في مقاطعة فورلي تشيزينا في إقليم إميليا رومانيا الإيطالي.

## السكان
في سنة 1861 بلغ عدد السكان 4٬888 نسمة، وتطور العدد ليصل في سنة 2011 لـ 3٬792 نسمة.
يظهر هذا المخطط البياني تطور النمو السكاني لـ تشيفيتيلا دي رومانيا